# جزیره گراهام
جزیره گراهام (به انگلیسی: Graham Island) یک جزیره در کانادا است که در اقیانوس آرام واقع شده‌است.

## خصوصیات
جزیره گراهام ۴٬۴۷۵ نفر جمعیت دارد.